# El Desierto
El Desierto är en ort i Mexiko.   Den ligger i kommunen Palenque och delstaten Chiapas, i den sydöstra delen av landet, 800 km öster om huvudstaden Mexico City. El Desierto ligger 138 meter över havet och antalet invånare är 554.
Terrängen runt El Desierto är kuperad åt sydväst, men åt nordost är den platt. Runt El Desierto är det ganska glesbefolkat, med 34 invånare per kvadratkilometer. Närmaste större samhälle är Lázaro Cárdenas, 16,8 km sydost om El Desierto. Omgivningarna runt El Desierto är en mosaik av jordbruksmark och naturlig växtlighet.